# Кладбище на месте высадки Ланкаширского десанта
Кладбище на месте высадки Ланкаширского десанта (англ. Lancashire Landing Cemetery) — воинское кладбище комиссии Содружества наций по уходу за военными захоронениями, расположенное на Галлипольском полуострове. На нём покоятся останки солдат Антанты, погибших в Дарданелльской операции.

## Описание
Расположено в 500 метрах от пляжа W, в 90 метрах над уровнем моря, на возвышенности Каража-Огюль-Тепе (которую наступавшие войска называли высота 114) в западной части мыса Геллес.
Общая площадь кладбища равняется 1523 м². Со всех сторон его окружает каменная стена. В десяти метрах за стеной расположено проволочное ограждение, пространство между ними заполнено зарослями тамариска, а с тыльной части кладбища — деревьями сосны и вечнозелёного дуба.
Справа от входа на территорию кладбища расположена мемориальная надпись высеченная на камне, которая гласит: «29-я дивизия высадилась на побережье утром 25 апреля 1915 года». 

## Захоронения
Основная часть захоронений (ряды от A до J и часть ряда L) охватывает период с момента высадки десанта в апреле 1915 года и до эвакуации в январе 1916 года. Ряд I содержит могилы более чем 80 человек 1-го батальона Ланкаширских фузилёров, погибших в первые два дня после десантирования. Дополнительные могилы были перенесены сюда с Эгейских островов после наступления перемирия. К их числу относятся 97 могил в ряду K и могилы с 31-й по 83-ю в ряду L.
Среди 1253 могил присутствуют захоронение кавалера креста Виктории Уильяма Кинилли, две могилы военнослужащих Сионского корпуса погонщиков мулов и 17 греческих могил времён второй греко-турецкой войны. Ещё 135 захоронений не опознано, хотя имена десяти человек из этого числа указываются на мемориале.